# Monumentalizacja
Monumentalizacja (łac. monumentalis - pomnikowy) - w literaturze i sztuce zabieg wyolbrzymienia cech opisywanych przedmiotów i postaci, mający na celu ukazanie ich szczególnego znaczenia w określonym kontekście.